# Taulant Balla
Taulant Balla (ur. 12 sierpnia 1977 w Luniku) – albański politolog, deputowany do Zgromadzenia Albanii z ramienia Socjalistycznej Partii Albanii, doktor nauk politycznych. Od 2023 roku pełni funkcję ministra spraw wewnętrznych.

## Życiorys
Ukończył studia politologiczne na Uniwersytet Aleksandra Jana Cuzy w Jassach. Pełnił funkcję doradcy wicepremiera Albanii, następnie ministra integracji oraz ministra finansów; należał również do sztabu premiera Albanii Ediego Ramy.
W 2015 roku obronił swoją pracę doktorską pod tytułem The Reform of Decision-Making System in the European Union.

### Działalność polityczna
W wyborach parlamentarnych z 2005 roku uzyskał mandat deputowanego do Zgromadzenia Albanii, reprezentując w nim Socjalistyczną Partię Albanii oraz przewodząc jej grupie parlamentarnej; z powodzeniem uzyskał reelekcję w latach 2009, 2013 i 2017. W 2020 roku zaproponował przyjęcie definicji antysemityzmu opracowanej przez Międzynarodowy Sojusz na rzecz Pamięci o Holokauście; propozycja została jednogłośnie przyjęta przez parlament, tym samym Albania stała się pierwszym muzułmańskim państwem, które przyjęło tę definicję.
Pełnił funkcję przewodniczącego albańskiej delegacji przy Unii Europejskiej oraz sekretarza generalnego Socjalistycznej Partii Albanii.

## Kontrowersje
W 2018 roku absolwent King’s College London Alfonc Rakaj ujawnił, że Taulant Balla dopuszczał się plagiatu w swojej pracy doktorskiej; nieznacznie zmieniał sfromułowania z pracy Policy-Making in the EU: Achievements, Challenges, and Proposals for Reform autorstwa Andrei Rendy.

## Życie prywatne
Jego syn ma na imię Robin; często odwiedzali Monachium w celu spotkania piłkarzy klubu sportowego Bayern Monachium, którego są kibicami.